# تصعيد صراع
تصعيد الصراع أو تصعيد النزاع هي العملية التي تنمو بها الصراعات في شدتها بمرور الوقت وقد يشير هذا التصعيد إلى النزاعات بين الأفراد أو الجماعات في بين الأشخاص أو قد يشير إلى تصاعد الأعمال العدائية في المجال السياسي أو العسكري.

## نبذة
تم استخدام كلمة التصعيد في عام 1938 وتم تعميمها خلال الحرب الباردة من خلال كتابين هامين في التصعيد هما:
- (هيرمان كان - 1965)
- (برنارد برودي - 1966)

```
وكانت عن التصعيد والخيار النووي وبشكل خاص عن حرب بين دولتين 
بأسلحة الدمار الشامل
 خلال الحرب الباردة.
[
2
]
```

إن تصعيد النزاع له دور تكتيكي في الصراع العسكري وغالباً ما يتم الإعلان عنه بطابع رسمي عن طريق قواعد الاشتباك على سبيل المثال التحكم في وقت رد فعل الخصم يسمح للباحث بملاحقة الخصم.
وقد دافع كل من نابليون وهاينز جوديريان عن هذا النهج ووضعت سون تزو في وصف أكثر تدقيقا وأكدت إلى أن الاستراتيجية العسكرية كانت حول الحد من التصعيد والقضاء عليه.